# باشگاه فوتبال لین
باشگاه فوتبال لین (انگلیسی: Lyn Fotball) یک باشگاه فوتبال در کشور نروژ است.
این باشگاه که در شهر اسلو قرار دارد در تاریخ ۳ مارس ۱۸۹۶ تأسیس شده است و سابقه ۲ قهرمانی در لیگ برتر فوتبال نروژ و ۸ قهرمانی در جام حذفی فوتبال نروژ دارد.